# شهرستان پینگیانگ
شهرستان پینگیانگ (به لاتین: Pingyang County) یک منطقهٔ مسکونی در چین است که در ونژو واقع شده‌است.